# Different Drum
«Different Drum» es una canción escrita por el cantautor estadounidense Michael Nesmith en 1964. Fue grabada por primera vez por la banda de bluegrass del norte The Greenbriar Boys e incluida en su álbum de 1966 Better Late than Never! Nesmith se la ofreció a The Monkees, pero los productores del programa de televisión, que tenían un amplio control sobre la producción musical del grupo desde el principio, lo rechazaron (aunque Nesmith interpretó una breve versión cómica de la canción en un episodio de The Monkees).
La canción se hizo popular en 1967 cuando fue grabada por The Stone Poneys con Linda Ronstadt, quien llevó su versión de «Different Drum» al puesto #12 en el Cashbox Top Singles, al puesto #13 en la lista Billboard Hot 100 y al puesto #16 en la revista Record World. A «Different Drum» le fue mejor en Nueva Zelanda, donde alcanzó la posición #5. En 1972, Nesmith grabó su propia versión. Desde entonces, «Different Drum» ha sido versionada por otros artistas.

## Versión de The Greenbriar Boys
Michael Nesmith escribió la canción en 1964, cuando buscaba comenzar a actuar como cantautor. «Different Drum» habla de una pareja de amantes, uno de los cuales quiere establecerse, mientras que el otro quiere conservar un sentido de libertad e independencia. Su narrador es el amante que quiere permanecer libre, diciéndole al otro que “ambos viviremos mucho más” si se separan ahora. Nesmith dijo: “La letra ... no tenía nada que ver con mi vida personal – estaba recién casado y tenía una esposa embarazada”.
En 1965, compartió la canción con John Herald de los Greenbriar Boys. Al año siguiente, el grupo de Herald lo grabó en su álbum Better Late Than Never. La canción llegó a un público más amplio cuando Nesmith se apresuró a interpretar una versión de la misma en forma de comedia mientras pretendía ser Billy Roy Hodstetter, en el episodio del programa de televisión de The Monkees «Too Many Girls», que se emitió en diciembre de 1966. Davy Jones menciona esto durante la pista de comentarios en algunos DVD de este episodio.

## Versión de The Stone Poneys
La canción es conocida por la versión de 1967 acreditada a Stone Poneys, emitida por Capitol Records. Con la interpretación vocal de una prometedora cantante de 21 años llamada Linda Ronstadt. Fue el primer sencillo exitoso de Ronstadt, alcanzando el puesto #13 en el Billboard Hot 100, y el puesto #12 en la lista de sencillos de la revista Cash Box.
La versión de Ronstadt invierte las referencias de género en la letra original de Nesmith, reemplazando “niña” por “niño” al describir a su amante, pero aún refiriéndose a él como “bonito”. The Stone Poneys tenían la intención de grabar una “versión de balada acústica’ de la canción, pero el productor Nick Venet optó por un enfoque instrumental más complejo, usando un arreglo de Jimmy Bond (quien también tocaba el bajo), los guitarristas Al Viola y Bernie Leadon, futuro cofundador de la banda Eagles, el baterista Jim Gordon, cuerdas dirigidas por Sid Sharp y clavicémbalo tocado en estilo barroco (y en gran parte improvisado durante la grabación) por Don Randi. Como resultado, Ronstadt fue el único miembro de Stone Poneys que actuó en el disco. La versión que se lanzó fue la segunda toma, sin sobregrabación.
La rendición del álbum ofrece una mezcla estéreo diferente del exitoso sencillo, incluido un puente de clavicémbalo más largo. Ronstadt comentó más tarde que estaba sorprendida y “completamente confundida” por el cambio de enfoque de la canción, y que incluso años después percibió “miedo y falta de confianza” en su interpretación. Nesmith, por otro lado, dijo que la actuación de Ronstadt “le infundió un nuevo nivel de pasión y sensualidad”.

### Posicionamiento

#### Gráfica semanal
| Gráfica (1968)                     | Pico de posición |
| ---------------------------------- | ---------------- |
| Australia (Go-Set)                 | 9                |
| Canadá (RPM Top Singles)           | 12               |
| Estados Unidos (Billboard Hot 100) | 13               |
| Estados Unidos (Cashbox Top 100)   | 12               |
| Nueva Zelanda (Listener)           | 5                |

#### Gráfica de fin año
| Gráfica (1968)     | Pico de posición |
| ------------------ | ---------------- |
| Australia (Go-Set) | 39               |